# Reattivi di organo-zinco

Dietilzinco

I reattivi di organo-zinco o composti organo-zinco sono composti organometallici che contengono un legame diretto tra un atomo di carbonio e uno di zinco. Sono composti che reagiscono violentemente con aria e acqua, e vanno quindi utilizzati in atmosfera inerte. Vengono usati in varie reazioni di sintesi organica, tra cui la reazione di Reformatskij e la reazione di accoppiamento di Negishi. Spesso i reattivi di organo-zinco vengono preparati in situ e usati immediatamente per la reazione desiderata, ma in vari casi i composti sono stati isolati e caratterizzati.

## Storia
I primi composti organometallici noti contenenti un legame sigma metallo-carbonio sono stati dimetilzinco e dietilzinco. Furono scoperti casualmente nel 1849 da Edward Frankland mentre cercava di ottenere radicali da ioduri alchilici e zinco. Prima di questa scoperta si conoscevano solo composti organici del semimetallo arsenico e il sale di Zeise, primo complesso con leganti organici.

## Classificazione
I reattivi di organo-zinco possono essere classificati a seconda del numero di sostituenti organici legati al metallo:
- Composti diorganozinco (R2Zn), contengono due gruppi alchilici.
- Composti eterolettici (RZnX), contengono un legante  X che può essere un alogeno o un altro atomo elettronegativo, tipo ossigeno, azoto, zolfo...
- Composti organo-zinco ionici, che possono essere specie anioniche (organozincati, RnZn-) o cationiche (RZnLn+).

## Sintesi
I reattivi di organo-zinco possono essere preparati in vari modi. Una possibilità è la sintesi diretta da zinco metallico e ioduri alchilici in atmosfera inerte; questa reazione passa per un intermedio instabile alchil-zinco-ioduro:
2CH3I + 2Zn → 2CH3ZnI → (CH3)2Zn + ZnI2
Altre possibilità di sintesi sono la transmetallazione con composti organo-mercuriali (reazione 1), o reazioni di metatesi tra alogenuri di zinco e composti organici di litio o alluminio (reazione 2):
Zn + HgR2 → R2Zn + Hg     (reazione 1)
ZnCl2 + 2LiR → R2Zn + 2LiCl     (reazione 2)

## Proprietà
I composti organo-zinco sono specie incolori, termicamente stabili, che reagiscono però violentemente con aria e acqua, e vanno quindi utilizzati in atmosfera inerte. A seconda della natura del gruppo R possono essere liquidi apolari o solidi con bassi punti di ebollizione, dato che sono composti molecolari. Sono solubili in solventi organici, dove sono presenti monomeri con struttura lineare R–Zn–R, a differenza dei reattivi di Grignard che danno luogo a strutture più complesse.
La configurazione elettronica del Mg(II) è simile a quella dello Zn(II), che possiede in più il livello 3d completamente pieno. Per questo motivo i composti zinco-organici si comportano in maniera analoga ai composti di Grignard. Tuttavia nel caso dello zinco il legame covalente è più forte e l'acidità di Lewis è più debole, e quindi i composti zinco organici sono meno reattivi e possono essere più specifici dei rispettivi reattivi di Grignard.

## Reattività
I reattivi di organo-zinco sono utilizzati in varie reazioni di sintesi organica, sfruttandone la reattività relativamente bassa, per cui le loro reazioni avvengono nella maggior parte dei casi con regioselettività e enantioselettività. Alcuni esempi sono i seguenti.
Nella reazione di Reformatskij l'interazione tra lo zinco e l'estere di un acido carbossilico α -alogenato (2) forma un composto intermedio organo-zinco, che può poi attaccare come nucleofilo un chetone (1) o un'aldeide. A confronto con i reattivi di Grignard, che possono dare reazioni simili, l'intermedio organo-zinco non reagisce con esteri di acidi carbossilici.
Nella reazione di accoppiamento di Negishi un reattivo di organo-zinco (R–Zn–X') e un alogenuro arilico (Ar–X) reagiscono con catalizzatori di nichel o palladio per formare un nuovo legame C–C (Ar–R)
Nella sintesi di Simmons-Smith la reazione tra diiodometano e una lega zinco/rame forma un intermedio organo-zinco (IZnCH2I) che può poi attaccare un alchene e dare un derivato del ciclopropano.